# Earl Metcalfe
Earl Metcalfe (11 de marzo de 1889 - 26 de enero de 1928) fue un actor y director cinematográfico de nacionalidad estadounidense, activo en la época del cine mudo.

## Biografía
Su nombre completo era Earl Keeney Metcalf, y nació en Newport, Kentucky. Fue uno de los miembros de la Forepaugh Stock Acting Company, compañía teatral dirigida por John A. Forepaugh, y que estuvo activa entre 1893 y 1907.
El primer film en el que actuó fue el cortometraje A Romance of the Border, producido en 1912 por Lubin Manufacturing Company. Para dicha compañía interpretó varios cortos entre los años 1912 y 1916, y en 1916 actuó en el serial Perils of Our Girl Reporters, de Niagara Film Studios, trabajando junto a Zena Keefe y Helen Greene. Metcalfe actuó también para Select Pictures Corporation, Fox Film, Universal Pictures y MGM, entre otras productoras cinematográficas. Su último film fue el serial Eagle of the Night, estrenado en 1928.

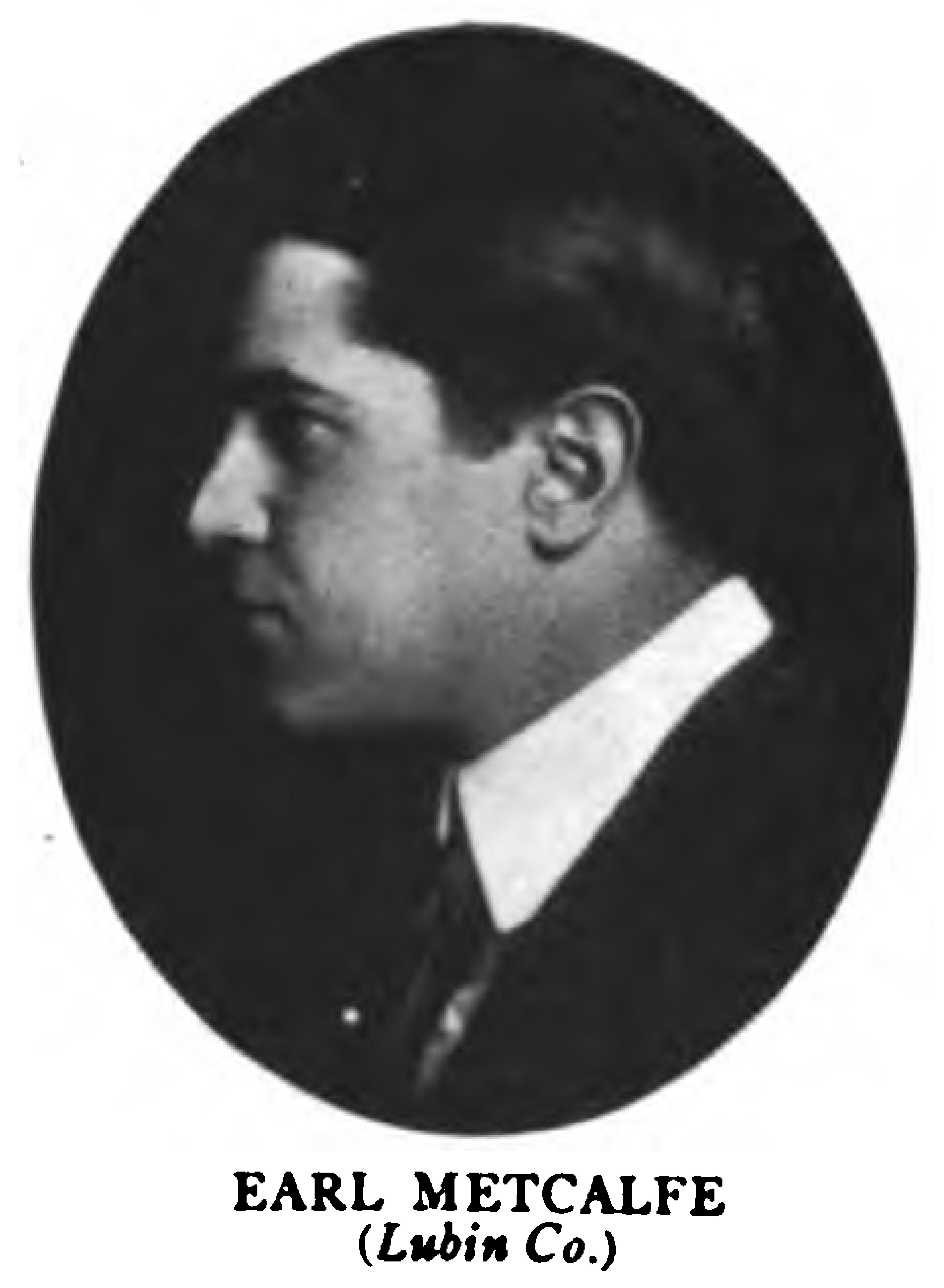
Earl Metcalfe, director y actor de Lubin Manufacturing Company

Sus actuaciones eran tan realistas que, durante el rodaje de una escena de lucha en la cinta Darkness Before Dawn (1915), rompió tres dientes al actor Joseph Kaufman.
Como director, su primer film fue His Three Brides (1915), producido por Lubin. En total dirigió más de diecinueve producciones para Lubin, la última de ellas Mr. Housekeeper (1916).
Earl Metcalfe falleció a los 39 años de edad, el 26 de enero de 1928 en Burbank, California, como consecuencia del accidente ocurrido durante el rodaje de un film sobre la aviación rodado en dicha localidad. Probablemente su muerte se produjo en la filmación de una de sus últimas películas, ya que ambas trataban temas relacionados con la aviación – desgraciadamente no hay información más precisa sobre las circunstancias de su muerte. Se supone que habría ocurrido en el serial Eagle of the Night (1928), pues se encontraba acompañado de Roy Wilson, que también actuó en dicho serial. En el momento del accidente Metcalfe estaría recibiendo lecciones de aviación, y se encontraría sentado en la cabina detrás de su instructor, Roy Wilson. Wilson explicó a la policía que, en un momento dado del vuelo, Metcalfe habría caído del aviócn Los restos del cineasta fueron incinerados, y las cenizas entregadas a sus allegados.

## Selección de su filmografía

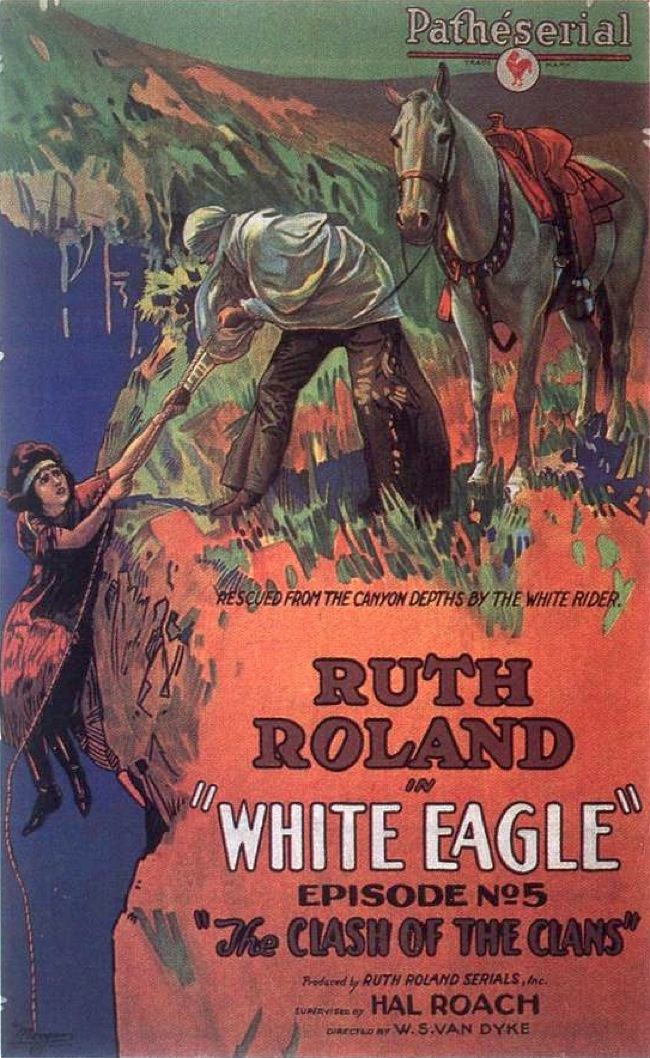
Póster del serial White Eagle (1922), con Ruth Roland y Earl Metcalfe

### Director
- His Three Brides (1915)
- Blaming the Duck, or Ducking the Blame (1915)
- And the Parrot Said...? (1915)
- Bashful Billie (1915)
- An Unwilling Burglar (1915)
- Billie's Headache (1916)
- A Skate for a Bride (1916)
- Insomnia (1916)
- Cured (1916)
- The Election Bet (1916)
- Billie's Lucky Bill (1916)
- A Temporary Husband (1916)
- Billie's Revenge (1916)
- Hamlet Made Over (1916)
- Some Boxer (1916)
- Dare Devil Bill (1916)
- Love One Another (1916)
- Billie's Double (1916)
- A Wise Waiter (1916)
- Mr. Housekeeper (1916)

### Actor
- A Romance of the Border (1912)
- A Girl's Bravery (1912)
- The Moonshiner's Daughter (1912)
- Gentleman Joe (1912)
- Juan and Juanita (1912)
- The Water Rats (1912)
- Kitty and the Bandits (1912)
- The Bravery of Dora (1912)
- The Mexican Spy (1913)
- Private Smith (1913)
- The Price of Jealousy (1913)
- Down on the Rio Grande (1913)
- The Regeneration of Nancy (1913)
- The First Prize (1913)
- The Soul of a Rose (1913)
- Sixes and Nines (1913)
- The Moonshiner's Wife (1913)
- Women of the Desert (1913)
- The Eye of a God (1913)
- Beating Mother to It (1913)
- A Florida Romance (1913)
- The Judgment of the Deep (1913)
- The Great Pearl (1913)
- The Wine of Madness (1913)
- From Ignorance to Light (1913)
- Her Husband's Picture (1913)
- The Call of the Heart (1913)
- Into the Light (1913)
- In the Southland (1913)
- A Sleepy Romance (1913)
- Making Good (1913)
- The Momentous Decision (1913)
- The Beloved Adventurer (1914)
- Perils of Our Girl Reporters (1916)
- A Thief in the Night (1915)
- The Last Shot (1916)
- The World to Live In (1919)
- White Eagle (1920)
- The Silent Accuser (1924)
- Silk Stocking Sal (1924)
- Love's Blindness (1926)
- Partners Again (1926)
- With Buffalo Bill on the U. P. Trail (1926)
- The Notorious Lady (1927)
- Eagle of the Night (1928)